# 臺南市立沙崙國際高級中等學校
臺南市立沙崙國際高級中等學校（簡稱沙崙國際高中）是位於臺南市歸仁區臺南高鐵特區的市立國民中學。2005年設校，預計2025年8月轉型為全國首間雙語制K-12公立學校。

## 歷史
- 2002年6月28日，臺南縣政府派臺南縣立文賢國中（今市立仁德文賢國中）校長陳仁政校長籌備沙崙國中建校。
- 2005年5月2日，正式核定成立「臺南縣立沙崙國民中學」。6月校舍完工使用。
- 2007年12月，綜合籃球場完工啟用
- 2008年2月，運動場完工啟用。
- 2010年12月25日，臺南縣市合併升格後更名為「臺南市立沙崙國民中學」。
- 2024年11月7日，臺南市教育審議委員會審議通改制為「臺南市立沙崙國際高級中等學校」。2025學年度開始招收15個班級數(幼稚園班、國小班、國中班、高中班)。[1]
- 2025年5月，預定新建校舍完工，8月1日將更名為「臺南市立沙崙國際高級中等學校」並開始招生幼兒園、國小部與高中部學生。[2][3]

## 歷任校長
沙崙國中
1. 陳仁政：2005年8月－2007年7月
2. 張銘賢：2007年8月－2011年7月
3. 陳麗如：2011年8月－2019年7月
4. 陳柏蒼：2019年8月－現今

沙崙國際高中

## 外部連結
- 臺南市立沙崙國民中學 （页面存档备份，存于）
- 台南市立沙崙國際高級中等學校Facebook